# Chiesa della Madonna del Rosario (Pozzallo)
La chiesa madre Madonna del Rosario è un edificio religioso di Pozzallo, in provincia di Ragusa.
La chiesa è spesso colloquialmente chiamata San Pietro, a cui è intitolata la piazza su cui sorge l'edificio, poiché la prima parrocchia dipendeva direttamente dall'omonimo duomo a Modica.

## Storia
La costruzione iniziò nel 1876 per volontà del reverendo Vincenzo Ferreri e proseguì durante la reggenza di Don Alessandro Giannone, che finanziò il completamento del primo ordine della facciata nel 1891, e che fece consacrare la chiesa alla Madonna del Rosario, a cui era particolarmente devoto. I lavori terminarono nel 1937, con l'aggiunta dell'abside, di due cappelle laterali e del secondo ordine della facciata.
Il 15 settembre 1958 la Madonna del Rosario venne proclamata patrona della città, e si festeggia annualmente il 7 ottobre.

## Descrizione
La chiesa, a forma di croce latina, è formata da tre navate. Le navate laterali sono separate da quella centrale da una serie di colonne dalla forma squadrata. All'interno di esse sono presenti numerose statue e dipinti.

Nell'abside è presente la statua della Madonna del Rosario, opera di fine 1800 in cartapesta leccese di Luigi Guacci, e due opere su tela dell'artista pozzallese Roberto Porcelli, raffiguranti L'annunciazione della vergine e L'assunzione di Maria.

Nel transetto si trovano due cappelle laterali: una contenente il Santissimo, due affreschi e una statua del Sacro Cuore, e una contenente una statua del crocifisso e due opere su tela di Valente Assenza.

Nei due corpi laterali sono presenti due confessionali in legno, donati alla parrocchia dalla Basilica di Santa Maria degli Angeli di Assisi.

Opera di particolare interesse è il pulpito, opera in legno di Raffaele Caruso del 1910.

## Galleria d'immagini

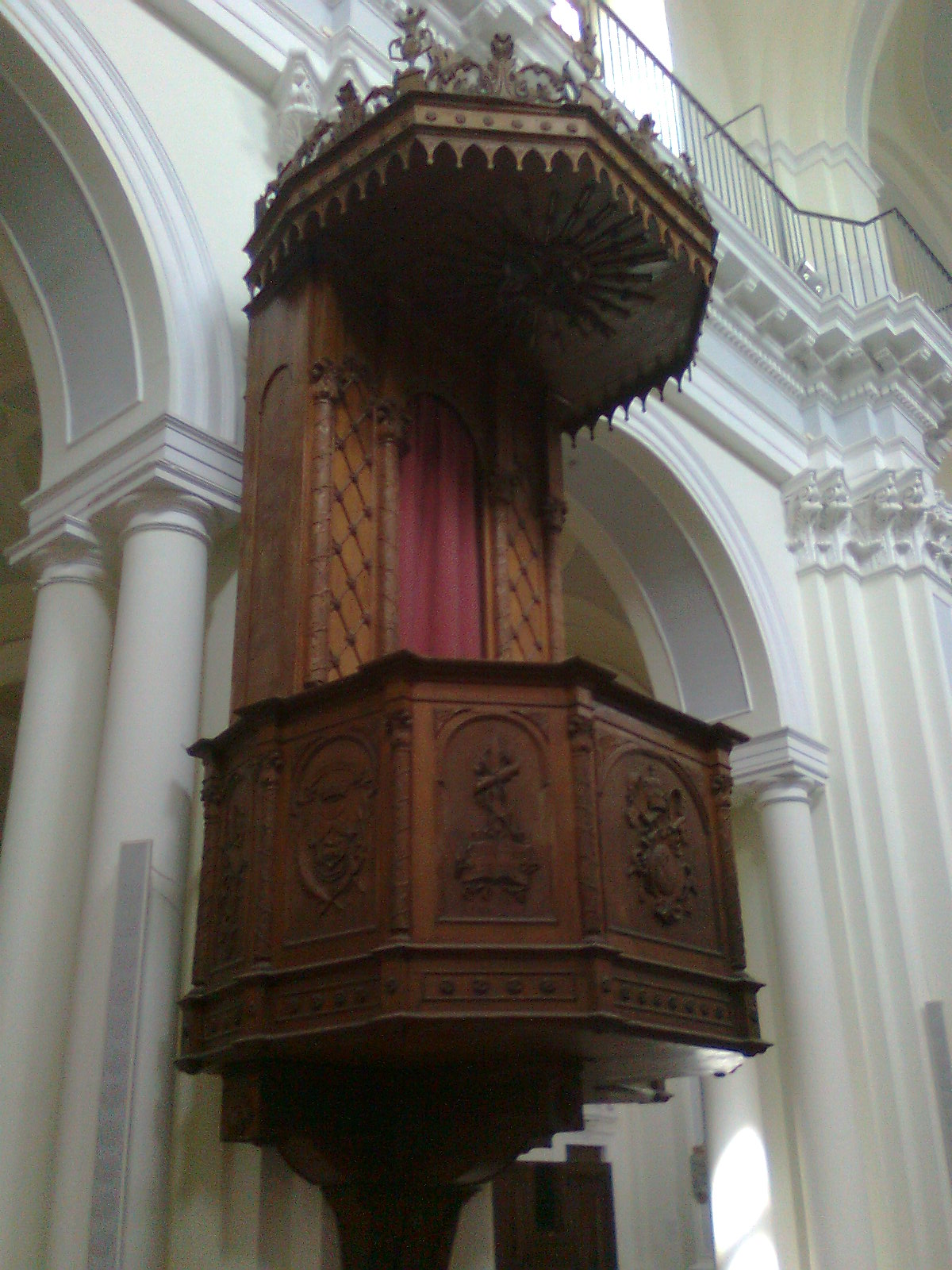
Il pulpito di Raffaele Caruso (1910)